# Ширванский заповедник
Ширва́нский запове́дник, полное официальное название Ширва́нский госуда́рственный приро́дный запове́дник (азерб. Şirvan dövlət təbiət qoruğu) — природный заповедник, расположенный на востоке Азербайджана. Основан 30 апреля 1969 года. Площадь охраняемой территории составляет 6232 га. Заповедник создан для охраны редких газелей — джейранов, которые почти исчезли в Азербайджане в середине XX века. Природоохранное учреждение подчинено Министерству экологии и природных ресурсов Азербайджана.

## История
Ширванский заповедник расположен на одноимённой равнине, которая отличается сухим и жарким климатом, неблагоприятным для земледелия. Именно поэтому его территории длительное время оставались нетронутыми. В XX веке этот факт сыграл решающую роль в сохранении азербайджанской популяции джейрана.
В начале XX века в стране насчитывалось около 50 000—60 000 джейранов. Развитие автомобильного транспорта привело к стремительному сокращению их численности. В конце 1930-х годов в Азербайджане сохранилось не более 5 000—6 000 этих животных. Поголовье джейранов было сосредоточено на восьми участках, одним из которых и была Ширванская равнина. Учёт в начале 1940-х годов показал, что здесь проживало около 600 этих газелей. После Второй мировой войны в Азербайджане ускорилось развитие сельского хозяйства, что было связано с тесным привлечением местных ресурсов для развития экономики СССР. На просторах Ширванской равнины процветало животноводство. Этот неблагоприятный для диких животных факт обременял расцвет браконьерства. Результатом стало почти полное уничтожение джейранов в стране. Учёт 1961 года подтвердил существование лишь 130 особей, причём 77 из них жили в Ширванской степи.
Для спасения редкого вида в 1959 году в Азербайджане запретили охоту на джейранов. Впрочем, этого запоздалого мероприятия было мало, поэтому в 1961 году в Ширванской степи основали Бяндованский заказник. Такая охрана оказалась действенной: в конце 1960-х годов численность джейрана выросла до 400 особей. Чтобы не повторять ошибок прошлого и предотвратить новые вспышки браконьерства, охранный статус этих земель повысили. 30 апреля 1969 года часть земель Бяндованского заказника и прилегающие участки степи были переданы новообразованному Ширванскому заповеднику, площадь которого на тот момент составляла 17 745 га. Строгий режим охраны привёл к росту численности джейранов: в начале 1980-х годов их насчитывалось почти 4000 голов.
В дальнейшем заповедник претерпел некоторые территориальные изменения. В ноябре 1978 года от природоохранного учреждения были отчуждены 1150 га земель, которые были переданы животноводческому комплексу. Взамен в 1982 году заповедник получил участок площадью 9216 га. Таким образом, его общая площадь составила 25761 га. По сравнению с другими азербайджанскими заповедниками такой участок суши считался большим, поэтому соседние землевладельцы фактически саботировали охранный режим — в Ширванской степи продолжали пасти скот. Многочисленные попытки урегулировать хозяйственный конфликт привели к появлению компромиссного решения. В 2003 году бо́льшая часть заповедных земель была преобразована в Ширванский национальный парк, то есть природоохранную территорию с более мягким режимом охраны. В собственности заповедника остались 6232 га, которые образовали заповедное ядро.

## Климат
Ширванский природный заповедник расположен в субтропическом климатическом поясе, в зоне умеренно тёплых полупустынь и сухих степей Южного Кавказа. Его территориям присуща умеренная сухая зима и жаркое засушливое лето. Среднегодовая температура воздуха в этой местности составляет 14,5 °C. Самый холодный месяц — январь, чья средняя температура составляет 2,5 °C. Средняя температура самого тёплого месяца, июля, равна 26,2 °C. Континентальность климата, несмотря на близость Каспийского моря, весьма ощутима, из-за чего в Ширванском заповеднике фиксировали значительные температурные экстремумы: самая низкая зарегистрированная температура составила −22 °C, а самая высокая составляла 41 °C. Безморозный период длится в среднем с 18 марта по 28 ноября.
Среднегодовое количество осадков в заповеднике составляет лишь 283 мм, причём существенная их часть (193 мм) выпадает в холодное время года. Наибольшее количество осадков (38 мм) зарегистрировано в ноябре, а наименьшее (7 мм) приходится на август. Снег в Ширванской степи выпадает редко, устойчивый снежный покров держится всего 7 дней в году, а его высота не превышает 10 см. Относительная влажность воздуха составляет в среднем 74 %. Испарения составляют 960 мм, то есть в 3,4 раза превышают количество осадков.

## География и гидрология
Ширванский заповедник расположен на востоке Азербайджана, недалеко от побережья Каспийского моря. Административно его земли находятся в пределах Сальянского и Нефтечалинского районов. В целом, на окраинах охраняемой зоны инфраструктура развита плохо — здесь преобладают сухие равнинные пастбища, кое-где пересечённые автомобильными дорогами и каналами. Исключение составляет город Сальян, расположенный достаточно близко к заповедной территории.
Географически территории заповедника лежат в так называемой Ширванской степи — в прошлом безлюдной части Ширванской равнины, которая, в свою очередь, является частью Куро-Араксинской низменности. Этот участок суши расположен на высоте −20 … −25 м от уровня моря. Крупные формы рельефа в заповеднике отсутствуют, вся его территория однообразно ровная с незначительным повышением в западном направлении. Однако в Ширванской степи хорошо выражены различные формы микрорельефа, каждая из которых важна для жизнедеятельности джейранов. К таким формам относятся поросшие полынью песчаные дюны высотой 0,5-1,2 м и засоленные плоские низменности.
Гидрографическая сеть не развита: в местной степи нет ни одной реки или даже источника. Единственный естественный водоём заповедника — озеро Чала площадью 100 га. Большая часть озера принадлежит Бяндованскому заказнику, а в пределах Ширванского заповедника находится участок акватории площадью 3,5 га. Озеро Чала мелководное, его глубина колеблется в пределах 0,3-1 м. Питание озера Чала обеспечивают искусственные водоёмы заповедника — коллекторы (дренажные каналы). Коллекторы, как и само озеро, зимой иногда покрываются льдом. В противоположность им Каспийское море близ заповедной зоны не замерзает никогда, что важно для зимовки птиц.

## Геология и почвы
В геологическом прошлом территории Ширванского заповедника были дном Каспийского моря, которое обнажилось в результате регрессии. О давнишнем отступлении воды свидетельствуют песчаные дюны, следы абразионных уступов и остатки древних морских террас. На аллювиальных наносах Каспия сформировались современные почвы. В Ширванской степи распространены серозёмы и серозёмно-луговые почвы. Первые характеризуются низким содержанием карбонатов и гумуса (0,8-1,6 %), в других содержимое обеих составляющих несколько выше (гумуса 1-2,5 %). По механическому составу эти почвы могут быть суглинистыми или супесчаными. На берегу озера Чала есть участок со щёлочно-болотной почвой. Содержание гумуса здесь самое высокое (3-8 %), однако мощность гумусового горизонта мала (10-15 см). Ближе к побережью Каспия встречаются песчаные почвы, однако большая часть этих участков затоплена, в результате современной трансгрессии моря. Независимо от типа все почвы Ширванского заповедника более-менее засоленные.

## Флора
В связи с небольшой площадью Ширванского заповедника и однообразием его ландшафтов флора охраняемой зоны не отличается богатством. Всего здесь описано 120 видов растений, принадлежащих к 20 ботаническим семействам. В заповеднике представлено несколько растительных формаций: полынно-кустарниковая, петросимониево-кустарниковая, полынно-петросимониево-кустарниковая, луговая и псаммофитная.
Первые три формации составлены кустами петросимонии раскидистой, между которыми растут отдельные группы кустиков полыни Лерхе. Разница между формациями заключается в соотношении этих господствующих видов. В их состав входят также курай Salsola crassa и эфемеры: аистник обыкновенный, костёр японский, мятлик луковичный, ячмень заячий и тому подобное. Кроме ассоциации полыни с петросимонией, известна и другая — полынно-жёлтоакациевая. Она составлена полынью Лерхе и жёлтой акацией скифской, примесями в которых выступают разнотравье и злаки.

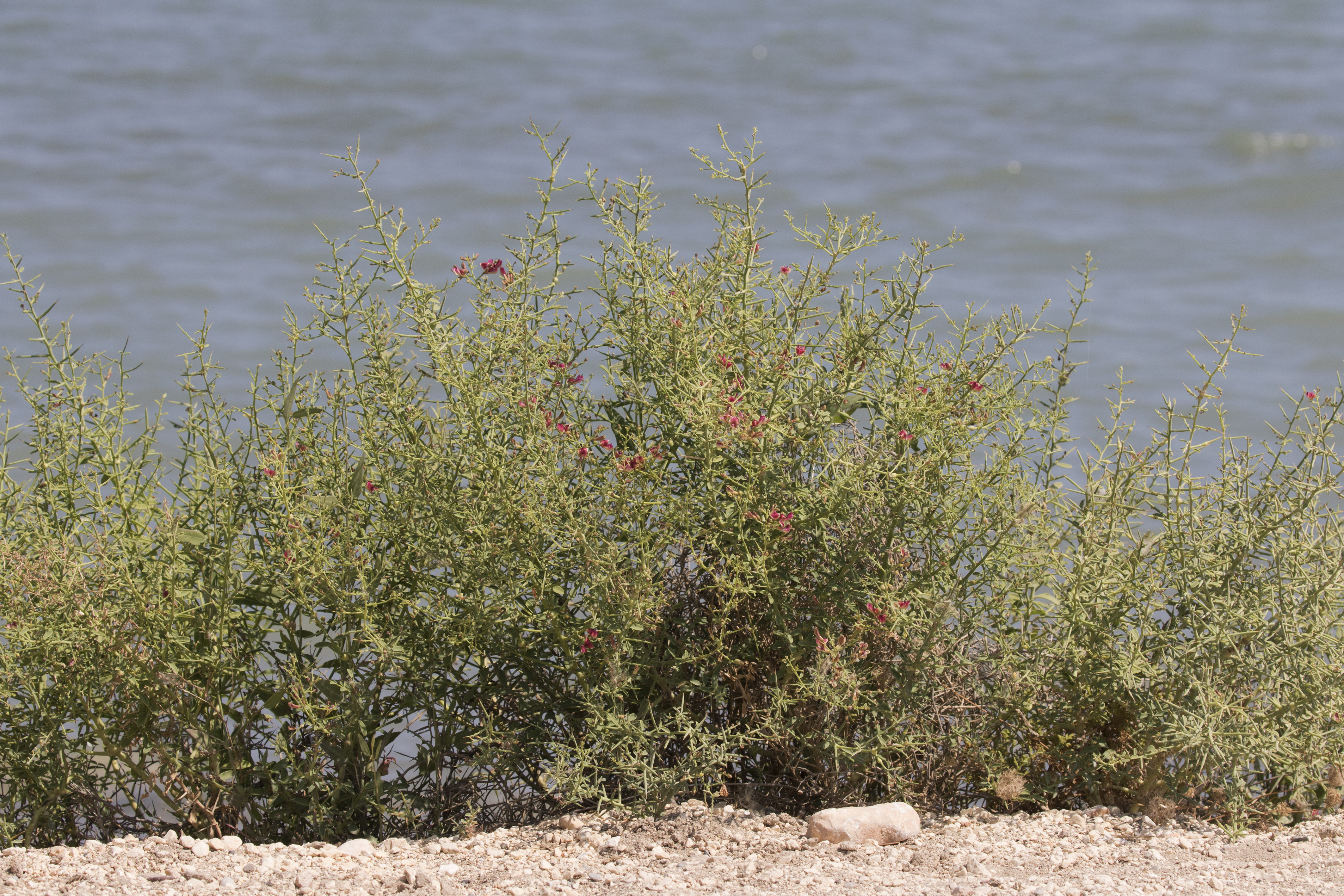
Цветение верблюжьей колючки обыкновенной

На влажных понижениях рельефа развита луговая растительность. На этих участках травяной покров двухъярусный: первый ярус высотой 60-70 см образован верблюжьей колючкой, на втором высотой 10-15 см господствует прибрежница ползучая. Иногда из соседних полупустынных участков сюда проникают полынь Лерхе и ячмень заячий. На берегу озера Чала высятся заросли камыша, окаймлённые солянкой калиевой и солеросом. На солонцеватых участках луга в травяном покрове доминируют бескильница гигантская и кермек.
Ближе к морю на песчаных и ракушечных почвах преобладают ситник прибрежный и острый, прибрежница сибирская, полынь песчаная и метельчатая, вьюнок персидский, местами попадаются верблюжья колючка обыкновенная и подорожник индийский. На отдалённых от моря участках растут тамариски Мейера и ветвистый.

## Фауна

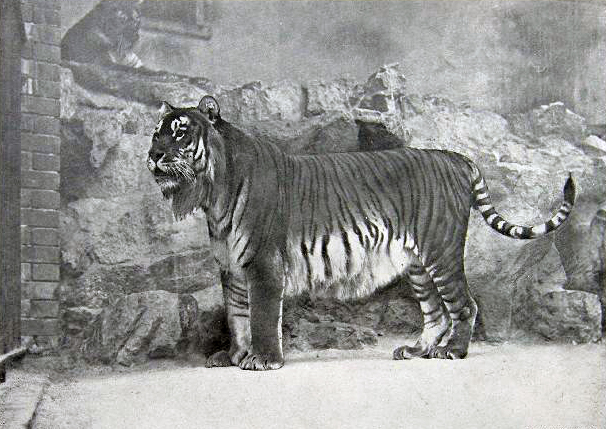
Туранский тигр, который раньше встречался на Кавказе, но теперь вымер.

Хотя Ширванский заповедник имеет фаунистическое направление, его животный мир исследован фрагментарно и неполно. Лучше изучен основной объект охраны — джейран. Численность этого вида, критически низкая в 1960-х годах, начала увеличиваться ещё до организации заповедника. По состоянию на 1985 год в Ширванской степи проживало 4570 особей. В течение следующих восьми лет количество джейранов оставалось на таком же уровне, однако в 1993 году уменьшилось вдвое из-за вспышки браконьерства. Лишь в 2001 году оно достигло 5000 особей. После организации Ширванского национального парка отдельный подсчёт поголовья в парке и заповеднике стал невозможен, поскольку их территории соприкасаются и животные свободно передвигаются по территории обеих природоохранных территорий. Из копытных млекопитающих, кроме джейранов, в Ширванской степи отмечены только дикие свиньи. Эти животные обитают в камышовых зарослях вокруг озера.
Основным врагом кабанов и газелей является волк. В XX веке популяция этого хищника была оптимальной, поскольку в Азербайджане проводили мероприятия по регулированию его численности. В XXI веке систематическую охоту на волков прекратили, их популяция выросла, и сейчас количество этих хищников расценивают как угрожающее для джейранов. В заповеднике селятся менее заметные хищники: лисица обыкновенная, барсук европейский, камышовый кот, шакал обыкновенный. Неполный перечень млекопитающих завершают грызуны, довольно многочисленные вблизи озера и каналов. В заповеднике отмечены крысы серая и чёрная, водяная полёвка и др. В степи обычны зайцы.

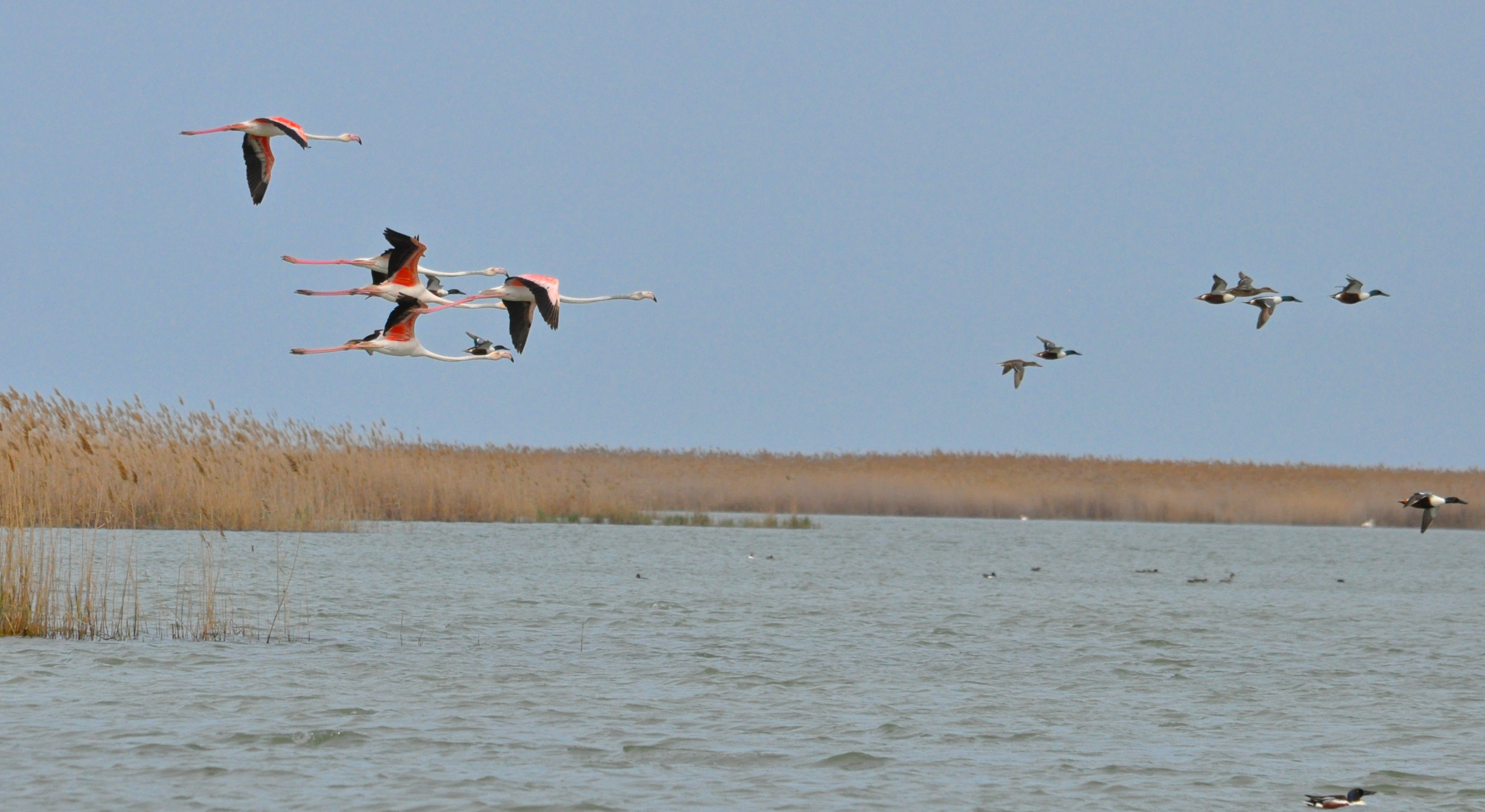
Пролёт розовых фламинго и уток над заповедным водоёмом

Орнитофауна заповедника очень разнообразна. Наиболее многочисленными и заметными пернатыми Ширванской степи являются водоплавающие птицы. Естественно, что все они приурочены к озеру Чала. Среди оседлых видов на нём гнездятся преимущественно утки, хотя в последние десятилетия здесь регулярно наблюдают розовых фламинго. Среди редких обитателей водного и околоводного комплекса встречаются серая цапля и жёлтая, большая и малая белая цапля, розовый пеликан, аист чёрный, колпица, лебедь-шипун, султанка. Зимой как численность, так и видовой состав пернатых на озере увеличиваются. Сюда на зимовку прилетают кряквы, серые утки, чирки-трескунки, пеганки, свиязи, красноголовые, красноносые и хохлатые нырки, шилохвость, лебеди-кликуны, лысухи, серые гуси и др. На кормёжку в степь выходят огари. Типично степные птицы менее заметны, но именно среди них много редких видов. В Ширванской степи наблюдали дрофу, стрепета, степного орла, орлана-белохвоста, сапсана, балобана, Francolinus francolinus и Pterocles orientalis.
Довольно много в заповеднике пресмыкающихся. Вблизи каналов и берегов озера обитают черепахи каспийская и болотная европейская, уж обыкновенный и водяной. В различных биотопах встречаются средиземноморская черепаха и полосатая ящерица. Только в степи обитают ядовитые гюрза и ящеричная змея обыкновенная. Из-за особенностей своей биологии земноводные заповедника сосредоточены исключительно во влажных биотопах, то есть вблизи озера и коллекторских каналов. Обычны лягушка озёрная, жаба зелёная, обыкновенная квакша, а также занесённая в Красную книгу Азербайджана чесночница сирийская. Беспозвоночные заповедника не исследованы, но наиболее заметны среди них жуки-чернотелки.

## Состояние экосистем
С момента создания заповедника его экосистемы находятся в шатком состоянии. Это связано с тем, что охраняемую зону окружают многочисленные предприятия, границы же заповедника не ограждены и не имеют естественных препятствий. Вследствие этого взятые под охрану животные, прежде всего, подвижные джейраны свободно выходят за пределы заповедной территории. В свою очередь, извне сюда проникают домашние животные. Наибольшую опасность среди них составляют овцы, чьи плотные стада вытаптывают негустую полупустынную растительность, беспокоят птиц в гнёздах и составляют пищевую конкуренцию газелям. Ещё одна опасность подстерегает джейранов со стороны пастушьих собак. Сопровождая стада, те охотятся на взрослых копытных и их детёнышей. К браконьерству иногда прибегают и пастухи. Проблема браконьерства, актуальная на протяжении всей истории заповедника, особенно обострилась в 1993 году. Тогда директором природоохранного учреждения был назначен Мансур Гасанов, который не имел даже профильного образования. С его ведома в заповеднике велась интенсивная охота на джейранов, в результате чего только за полгода их численность сократилась вдвое.
В 1990-х годах государственный концерн «Азербалыг» в акватории Каспийского моря вблизи границ заповедника осуществлял рыбную ловлю. Часто к ней незаконным образом приобщались местные жители. Ещё два рыбных предприятия действовали непосредственно на территории Ширванского заповедника. Иногда по вине посторонних лиц в заповеднике возникали локальные степные пожары.
Отдельной проблемой является работа нефтеразведочных и нефтеперерабатывающих предприятий, принадлежавших сначала государственному управлению «Сальяннефть», затем компании «Сальянойл». До реорганизации заповедника их технологические площадки занимали 1000 га заповедной территории. После отчуждения земель в пользу Ширванского национального парка предприятия остались за пределами заповедника, однако их влияние на местную природу продолжается. Руководство «Сальянойл» сотрудничает с администрацией природоохранного учреждения, частично компенсируя нанесённый ущерб. Например, в 1990-х годах наблюдали сильное обмеление озера Чала. Это изменило микроклимат окружающих земель, привело к деградации растительности, уменьшению числа водоплавающих птиц и даже джейранов. Средствами «Сальянойл» до озера была проложена новая ветка Ширванского коллектора, и водоём снова стал полноводным.

## Научная деятельность
Всестороннее изучение ширванской природы началось ещё до организации заповедника. В середине XX века местный климат исследовал Е. М. Шихлинский, почвы — В. Р. Волобуев, а растительность — известные ботаники А. А. Колаковский и Л. И. Прилипко. С момента создания заповедника научные исследования в нём сосредоточены в основном на изучении экологии джейрана и возможностей использования Ширванской степи с одновременной охраной животных.